# Jacobiella facialis
Jacobiella facialis är en insektsart som först beskrevs av Jacobi 1912.  Jacobiella facialis ingår i släktet Jacobiella och familjen dvärgstritar. Inga underarter finns listade i Catalogue of Life.